# Amor (Leiria)
Amor ist eine Gemeinde (Freguesia) im portugiesischen Kreis Leiria. In ihr leben 4578 Einwohner (Stand 19. April 2021).

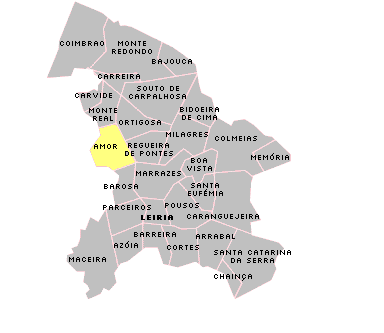
Lage der Gemeinde im Kreis Leiria

## Geschichte
Unbelegte Legenden weisen auf eine Entstehung des Ortes zu Zeiten König D.Dinis (1261–1325). Jener überlieferten Legende nach soll er hier eine Geliebte gehabt haben. In der Folge soll der zuvor unbekannte und unbedeutende Ort entsprechende Bekanntheit und seinen heutigen Namen erhalten haben (Amor, Portugiesisch für Liebe). Der Legende fehlen jedoch historische Belege. Erstmals erwähnt wurde der Ort in einem undatierten Brief König Sanchos II., der von 1223 bis 1247 regierte.
Seit 1630 ist Amor eine eigenständige Gemeinde.

## Kultur und Sehenswürdigkeiten
Neben der Kirche Igreja de Barreiros (auch Igreja da Imaculada Conceição) aus dem 18. Jahrhundert steht insbesondere die Gemeindekirche Igreja Paroquial de Amor (auch Igreja de São Paulo) unter Denkmalschutz. Die einschiffige Barock-Kirche wurde zur Erhebung von Amor zur eigenständigen Gemeinde 1630 errichtet.

## Verwaltung
Amor ist Sitz einer gleichnamigen Gemeinde. Folgende Ortschaften liegen in ihr:
- Amor
- Barradas
- Barreiros
- Brejo
- Casal dos Claros
- Casalito
- Casal Novo
- Coucinheira
- Lezíria dos Paus
- Ribeira da Escoura
- Toco
- Brejieira